# Cavo Redefossi
Le Cavo Redefossi est un canal artificiel, construit au XVIIIe siècle, qui passe à Milan, dans la région Lombardie.

## Histoire
Le Cavo Redefossi fut creusé entre 1783 et 1786, pour éviter les remontées d’eau aux portes principales qui font partie de la « Fosse interne » à l’est (Porta Romana, Porta Vittoria et Porta Ludovica).
En 1931, avec la couverture des navigli, il reçoit tout le débit du Naviglio Martesana, qui lui-même à Cascina dei Pomi, recueille la majeure part des eaux du torrent Seveso.

## Hydrographie
Le Cavo Redefossi débute près de la « Porta Nuova », près du Ponte delle Gabelle (Pont des Gabelles) et recueille les eaux du torrent Seveso (qui descend de la région de Côme) et du Naviglio Martesana (qui est formé par les eaux de l’Adda depuis Cassano d'Adda). 
Il traverse entièrement Milan sous le manteau routier, puis débouche à l’air libre à San Donato Milanese, baigne San Giuliano Milanese et conflue dans le Cavo Vettabbia qui lui-même se jette dans le Lambro (rivière), au nord de Melegnano.

## Parcours
Le canal longe les anciens bastions de la « Fosse Interne », de la « Porta Nuova » le canal  longe la Via Umberto, passe devant la gare centrale de Milan, jusqu’à la « Porta di Venezia », bifurque vers le sud sous les via jusqu’à la « Porta Vittoria », puis jusqu’à la « Porta Romana » où il quitte Milan sous le « Corso Lodi ». Il ressort à l’air libre dans le quartier de « San Donato » pour rejoindre le Vettabbia.

## Sources
- (it) Cet article est partiellement ou en totalité issu de l’article de Wikipédia en italien intitulé « Cavo Redefossi » (voir la liste des auteurs).